# Kính Thành Vương hậu
Kính Thành Vương hậu (Hangul: 경성왕후, chữ Hán: 敬成王后; ? – 1086), là vương hậu của vua Cao Ly Đức Tông Vương Khâm.
Bà là con gái của Cao Ly Hiển Tông với Nguyên Thuận Thục phi Kim thị (원순숙비 김씨), là chị em khác mẹ với Đức Tông, Tĩnh Tông, Văn Tông và Hiếu Tư Vương hậu, vợ khác của Đức Tông. Khi ông lên ngôi vào năm 1031, bà được phong là Đệ nhất phi. Tháng 2, năm Đức Tông thứ 3 (1033), bà được tấn phong lên làm Vương hậu. Bà không có con cái với Đức Tông. Năm 1034, Cao Ly Đức Tông qua đời, bà phải sống một mình suốt 52 năm tiếp theo.
Tháng Bảy, năm Tuyên Tông thứ 3 (1086), bà qua đời, táng ở Chất lăng. Đến tháng 6 năm Cao Ly Túc Tông thứ nhất (1095), thì được phối thờ tại miếu Đức Tông. Bà được truy hiệu Kính Thành vào năm 1096. Tháng 4 năm Cao Ly Nhân Tông thứ 18 (1140), bà được gia hiệu Nhu Trinh (유정, 柔貞), đến tháng 10 năm Cao tông thứ 40 (1253), bà được gia thêm hiệu Khoan Túc (관숙, 寬肅). Vì vậy thụy hiệu đầy đủ của bà là Nhu Trinh Khoan Túc Kính Thành Vương hậu (柔貞寬肅敬成王后).